# خورشیدگرفتگی ۲۶ دسامبر ۲۰۵۷
خورشیدگرفتگی ۲۶ دسامبر ۲۰۵۷ (به انگلیسی: Solar eclipse of December 26, 2057) یک خورشیدگرفتگی از نوع خورشیدگرفتگی کامل است. این خورشیدگرفتگی در تاریخ ۲۶ دسامبر ۲۰۵۷ میلادی (‎۶ دی ۱۴۳۶ خورشیدی) روی خواهد داد که زمان اوج آن، ساعت ۱:۱۴:۳۵ به‌وقت ساعت هماهنگ جهانی است. مدت زمان و طول این خورشیدگرفتگی ۱ دقیقه و ۵۰ ثانیه خواهد بود.